# Ötjärnet (Älgå socken, Värmland)
Ötjärnet är en sjö i Arvika kommun i Värmland och ingår i Göta älvs huvudavrinningsområde. Sjöns area är 0,025 kvadratkilometer och den befinner sig 260 meter över havet.